# ナニー・マクフィーと空飛ぶ子ブタ
『ナニー・マクフィーと空飛ぶ子ブタ』（英題: Nanny McPhee and the Big Bang, 米題: Nanny McPhee Returns）は、2010年製作のイギリス・フランス合作のファンタジー映画。2005年の映画『ナニー・マクフィーの魔法のステッキ』の続編である。

## キャスト
| 役名                 | 俳優                           | 日本語吹替 |
| -------------------- | ------------------------------ | ---------- |
| ナニー・マクフィー   | エマ・トンプソン               | 高島雅羅   |
| フィル・グリーン     | リス・エヴァンス               | 山路和弘   |
| イザベル・グリーン   | マギー・ジレンホール           | 石塚理恵   |
| ノーマン・グリーン   | エイサ・バターフィールド       | 矢島晶子   |
| メグシー・グリーン   | リル・ウッズ                   | 津村まこと |
| ビンセント・グリーン | オスカー・スティア             | 大谷育江   |
| ローリー・グリーン   | ユアン・マクレガー             | 森川智之   |
| シリル・グレイ       | エロス・ヴラホス               | 小林由美子 |
| セリア・グレイ       | ロージー・テイラー＝リットソン | 須藤祐実   |
| グレイ卿             | レイフ・ファインズ             | 堀内賢雄   |
| ドカティー婦人       | マギー・スミス                 | 谷育子     |
| ドカティー氏         | サム・ケリー                   | 大塚周夫   |
| ミス・トプシー       | シネイド・マシューズ           | 雨蘭咲木子 |
| ミス・ターヴィー     | ケイティ・ブランド             | 斉藤貴美子 |
| マクリーディー       | ビル・ベイリー                 | 魚建       |
| ブレンキンソップ     | ダニエル・メイズ               | かぬか光明 |